# Raionul Demîdivka, Rivne
Demîdivka (în ucraineană Демидівський район, transliterat: Demîdivskîi raion) este un raion în regiunea Rivne, Ucraina. Reședința sa este așezarea de tip urban Demîdivka.

## Demografie
Componența lingvistică a raionului Demîdivka
     Ucraineană (99,2%)
     Alte limbi (0,77%)
Conform recensământului din 2001, majoritatea populației raionului Demîdivka era vorbitoare de ucraineană (99,2%), existând în minoritate și vorbitori de alte limbi.